# 遥めい
遥 めい (はるか めい、1987年12月19日 - ) は、日本のAV女優。

## 略歴
めいとして出演した作品がある。

## 出演作品

### アダルトビデオ
2007年
- XXXXX!［ファイブエックス］福岡完全素人編（3月26日、シャイ企画）他出演:永瀬あき、上原友美、天乃ひな、並樹ゆりあ
- REC-17（4月11日、プレステージ）
- Tokyo流儀37【恵比寿Style】（5月2日、プレステージ）
- 高貴美少女学園 11 3-C めい（8月1日、プレステージ）
- 生撮り女子校生 EDIT.02（9月10日、ラストラス)※多人数作品
- FOXY LADIES イカした女たち 20（9月10日、ラストラス）他4名出演
- SOD女子社員 下半身丸出し♥秋の夜長の社内大運動会@220分SP（9月20日、SODクリエイト)
- コイビトシャシン05（9月20日、大洋図書)他出演:デヴィ、島谷聖羅[2]
- 秋のSOD女子社員（秘）赤面祭り SOD社内ダルマさんが転んだ!（10月18日、SODクリエイト)
- BEAUTY MODELS COLLECTION4時間（10月25日、BEAUTY） ※総集編
- SOD女子社員 家族には絶対言えないAV会社 深夜のノーブラ残業（11月22日、SODクリエイト)
- 現役モデル14人の騎乗位4時間（11月25日、BEAUTY） ※総集編
- Brand New Girl4時間（11月25日、BEAUTY） ※総集編
- GEM 05 May（12月19日、桃太郎映像出版）[3]
- BEAUTY1周年記念感謝号（12月25日、BEAUTY） ※総集編

2008年
- TOKYO PUSSY DOLL（1月30日、GORILLA）他出演:杏藤ゆあ
- BEAUTYモデルのコスチュームブレイ4時間（1月25日、BEAUTY） ※総集編
- BEAUTYモデル21人のフェラ濃厚な4時間（1月25日、BEAUTY） ※総集編
- BEAUTYモデルの絕頂イカセ4時間（1月25日、BEAUTY） ※総集編
- BEAUTYモデル25人のお掃除フェラ4時間（2月25日、BEAUTY） ※総集編
- ギャル!ギャル!ギャル! スイーツ12人（3月7日、桃太郎映像出版） ※総集編
- BEST OF CUMSHOT 顏射4時間（3月25日、BEAUTY） ※総集編
- PRIVATE SEX COLLECTION4時間（4月25日、BEAUTY） ※総集編
- EROSTY CLIP Returns Vol.4（5月25日、未来・フューチャー)
- 完全ノーモザイク主義 5 遥メイ（6月15日、未来・フューチャー）[2]
- フェラチオ4時間（6月25日、BEAUTY） ※総集編
- 騎乗位4時間（6月25日、BEAUTY） ※総集編
- BEAUTY MODELS 41SEX4時間（7月25日、BEAUTY） ※総集編
- BEAUTY MODELS SUMMER COLLECTION（8月25日、BEAUTY） ※総集編
- ナースコール第7病棟（9月11日、プレステージ）
- BEAUTY全93タイトル8時間（9月25日、BEAUTY） ※総集編
- Zetton Girls Paradise No3（10月10日、プレステージ） ※総集編
- BEAUTY MODELS SEX BEST（10月25日、BEAUTY） ※総集編

2009年
- お姉さんがそのビンビンなのを手コイたげるね。（8月21日、SEX Agent）他多数出演

2010年
- Honey Pot 13 MEI（1月6日、プレステージ）[2]